# Procordulia artemis
Procordulia artemis – gatunek ważki z rodziny szklarkowatych (Corduliidae).